# Trietyloglin
Trietyloglin, Al
2(CH
2CH
3)
6 – glinoorganiczny związek chemiczny, bardzo energetyczny środek zapalający, o temperaturze topnienia 46 °C i temperaturze wrzenia 194 °C. Ciepło spalania trietyloglinu wynosi 11,07 kcal/g. Temperatura płomienia jest zbliżona do temperatury płonącej benzyny. W zetknięciu z wodą następuje wybuch. Trietyloglin przechowuje się w atmosferze azotu. Stosowany do napełniania amunicji zapalającej.